# جام جهانی کشتی ۲۰۱۶ - آزاد مردان
مسابقه جام جهانی کشتی آزاد مردان در سال ۲۰۱۶ برای سومین بار در شهر لس آنجلس و بیست و نهمین بار در آمریکا به تاریخ ۱۱ الی ۱۲ ژوئن برگزار گردید.

## مرحله گروهی
|  | تیم منتخب برای مقام اول  |
|  | تیم منتخب برای مقام سوم  |
|  | تیم منتخب برای مقام پنجم |
|  | تیم منتخب برای مقام هفتم |

### گروه الف
| تیم                 | بازی | برد | باخت |
| ------------------- | ---- | --- | ---- |
| ایران               | ۳    | ۳   | ۰    |
| ایالات متحده آمریکا | ۳    | ۲   | ۱    |
| جمهوری آذربایجان    | ۳    | ۱   | ۲    |
| هند                 | ۳    | ۰   | ۳    |

| ایران ۵ - ۳ جمهوری آذربایجان | ایران ۵ - ۳ جمهوری آذربایجان | ایران ۵ - ۳ جمهوری آذربایجان | ایران ۵ - ۳ جمهوری آذربایجان |
| وزن                          | ایران                        | نتیجه                        | جمهوری آذربایجان             |
| ---------------------------- | ---------------------------- | ---------------------------- | ---------------------------- |
| ۵۷ ک‌گ                        | حسن رحیمی                    | ۱۱ – ۱                       | ماخمود ماگومدوف              |
| ۶۱ ک‌گ                        | بهنام احسان‌پور               | ۲ – ۲                        | احمدنبی گوارزاتیلوف          |
| ۶۵ ک‌گ                        | میثم نصیری                   | ۷ – ۶                        | ماگومد مسلیموف               |
| ۷۰ ک‌گ                        | مصطفی حسین‌خانی               | ۳ – ۶                        | گادژی‌مراد عمروف              |
| ۷۴ ک‌گ                        | حسن یزدانی                   | ۹ – ۵                        | اشرف علی‌یف                   |
| ۸۶ ک‌گ                        | علیرضا کریمی                 | ۲ – ۵                        | الکساندر گوستیف              |
| ۹۷ ک‌گ                        | عباس طحان                    | ۰ – ۲                        | اصلان‌بک آلبروف               |
| ۱۲۵ ک‌گ                       | کمیل قاسمی                   | ۵ – ۴                        | سعید گامیدوف                 |

| ایالات متحده آمریکا ۷ - ۱ هند | ایالات متحده آمریکا ۷ - ۱ هند | ایالات متحده آمریکا ۷ - ۱ هند | ایالات متحده آمریکا ۷ - ۱ هند |
| وزن                           | ایالات متحده آمریکا           | نتیجه                         | هند                           |
| ----------------------------- | ----------------------------- | ----------------------------- | ----------------------------- |
| ۵۷ ک‌گ                         | دنیل دنیس                     | برنده                         | آمیت کومار                    |
| ۶۱ ک‌گ                         | تونی راموس                    | ۳ – ۳                         | بجرانگ کومار                  |
| ۶۵ ک‌گ                         | فرانک مولینارو                | ۵ – ۰                         | راجنش راجنش                   |
| ۷۰ ک‌گ                         | جیمز گرین                     | ۱۰ – ۰                        | وینود کومار                   |
| ۷۴ ک‌گ                         | الکس دیرینگر                  | ۴ – ۵                         | پاروین رانا                   |
| ۸۶ ک‌گ                         | جایدن کوکس                    | ۱۳ – ۲                        | پاوان کومار                   |
| ۹۷ ک‌گ                         | کایل اسنایدر                  | ۱۰ – ۰                        | ساتیوارت کادیان               |
| ۱۲۵ ک‌گ                        | جیک وارنر                     | برنده                         | هیتندر بنیوال                 |

| ایران ۴.برنده - ۴ ایالات متحده آمریکا | ایران ۴.برنده - ۴ ایالات متحده آمریکا | ایران ۴.برنده - ۴ ایالات متحده آمریکا | ایران ۴.برنده - ۴ ایالات متحده آمریکا |
| وزن                                   | ایران                                 | نتیجه                                 | ایالات متحده آمریکا                   |
| ------------------------------------- | ------------------------------------- | ------------------------------------- | ------------------------------------- |
| ۵۷ ک‌گ                                 | حسن رحیمی                             | ۷ – ۲                                 | دنیل دنیس                             |
| ۶۱ ک‌گ                                 | مسعود اسماعیل پور                     | ۸ – ۲                                 | تونی راموس                            |
| ۶۵ ک‌گ                                 | احمد محمدی                            | ۳ – ۴                                 | فرانک مولینارو                        |
| ۷۰ ک‌گ                                 | مصطفی حسین‌خانی                        | ۲ – ۵                                 | جیمز گرین                             |
| ۷۴ ک‌گ                                 | حسن یزدانی                            | ۱۰ – ۰                                | الکس دیرینگر                          |
| ۸۶ ک‌گ                                 | علیرضا کریمی                          | ۲ – ۶                                 | جایدن کوکس                            |
| ۹۷ ک‌گ                                 | عباس طحان                             | ۱ – ۸                                 | کایل اسنایدر                          |
| ۱۲۵ ک‌گ                                | پرویز هادی                            | ۳ – ۱                                 | جیک وارنر                             |

| جمهوری آذربایجان ۷ - ۱ هند | جمهوری آذربایجان ۷ - ۱ هند | جمهوری آذربایجان ۷ - ۱ هند | جمهوری آذربایجان ۷ - ۱ هند |
| وزن                        | جمهوری آذربایجان           | نتیجه                      | هند                        |
| -------------------------- | -------------------------- | -------------------------- | -------------------------- |
| ۵۷ ک‌گ                      | ماخمود ماگومدوف            | برنده –                    | آمیت کومار                 |
| ۶۱ ک‌گ                      | جاهید حسن‌زاده              | ۳ – ۹                      | بجرانگ کومار               |
| ۶۵ ک‌گ                      | ماگومد مسلیموف             | ۴ – ۰                      | راجنش راجنش                |
| ۷۰ ک‌گ                      | گادژی‌مراد عمروف            | ۱۲ – ۰                     | وینود کومار                |
| ۷۴ ک‌گ                      | اشرف علی‌یف                 | ۱۰ – ۰                     | پاروین رانا                |
| ۸۶ ک‌گ                      | ماگومد حاجی خاتیف          | ۶ – ۱                      | پاوان کومار                |
| ۹۷ ک‌گ                      | اصلان‌بک آلبروف             | برنده –                    | ساتیوارت کادیان            |
| ۱۲۵ ک‌گ                     | سعید گامیدوف               | برنده –                    | هیتندر بنیوال              |

| ایران ۸ - ۰ هند | ایران ۸ - ۰ هند   | ایران ۸ - ۰ هند | ایران ۸ - ۰ هند |
| وزن             | ایران             | نتیجه           | هند             |
| --------------- | ----------------- | --------------- | --------------- |
| ۵۷ ک‌گ           | رضا اطری          | برنده –         | آمیت کومار      |
| ۶۱ ک‌گ           | مسعود اسماعیل پور | ۴ – ۲           | بجرانگ کومار    |
| ۶۵ ک‌گ           | احمد محمدی        | ۱۲ – ۲          | راجنش راجنش     |
| ۷۰ ک‌گ           | مصطفی حسین‌خانی    | ۲ – ۰           | وینود کومار     |
| ۷۴ ک‌گ           | حسن یزدانی        | ۱۲ – ۲          | پاروین رانا     |
| ۸۶ ک‌گ           | علیرضا کریمی      | ۱۰ – ۰          | پاوان کومار     |
| ۹۷ ک‌گ           | امیر محمدی        | ۱۲ – ۱          | ساتیوارت کادیان |
| ۱۲۵ ک‌گ          | پرویز هادی        | برنده –         | هیتندر بنیوال   |

| ایالات متحده آمریکا ۸ - ۰ جمهوری آذربایجان | ایالات متحده آمریکا ۸ - ۰ جمهوری آذربایجان | ایالات متحده آمریکا ۸ - ۰ جمهوری آذربایجان | ایالات متحده آمریکا ۸ - ۰ جمهوری آذربایجان |
| وزن                                        | ایالات متحده آمریکا                        | نتیجه                                      | جمهوری آذربایجان                           |
| ------------------------------------------ | ------------------------------------------ | ------------------------------------------ | ------------------------------------------ |
| ۵۷ ک‌گ                                      | دنیل دنیس                                  | ۱۰ – ۰                                     | ماخمود ماگومدوف                            |
| ۶۱ ک‌گ                                      | تونی راموس                                 | ۱۰ – ۴                                     | احمدنبی گوارزاتیلوف                        |
| ۶۵ ک‌گ                                      | فرانک مولینارو                             | ۴ – ۱                                      | ماگومد مسلیموف                             |
| ۷۰ ک‌گ                                      | جیمز گرین                                  | ۱۰ – ۰                                     | گادژی‌مراد عمروف                            |
| ۷۴ ک‌گ                                      | الکس دیرینگر                               | ۸ – ۰                                      | اشرف علی‌یف                                 |
| ۸۶ ک‌گ                                      | جایدن کوکس                                 | ۳ – ۲                                      | الکساندر گوستیف                            |
| ۹۷ ک‌گ                                      | کایل اسنایدر                               | ۲ – ۱                                      | اصلان‌بک آلبروف                             |
| ۱۲۵ ک‌گ                                     | جیک وارنر                                  | ۱۰ – ۰                                     | سعید گامیدوف                               |

### گروه ب
| تیم      | بازی | برد | باخت |
| -------- | ---- | --- | ---- |
| روسیه    | ۳    | ۳   | ۰    |
| گرجستان  | ۳    | ۲   | ۱    |
| مغولستان | ۳    | ۱   | ۲    |
| ترکیه    | ۳    | ۰   | ۳    |

| روسیه ۴.برنده - ۴ گرجستان | روسیه ۴.برنده - ۴ گرجستان | روسیه ۴.برنده - ۴ گرجستان | روسیه ۴.برنده - ۴ گرجستان |
| وزن                       | روسیه                     | نتیجه                     | گرجستان                   |
| ------------------------- | ------------------------- | ------------------------- | ------------------------- |
| ۵۷ ک‌گ                     | گادژیمراد رشیدوف          | ۲ – ۳                     | ولادیمر خینچگاشویلی       |
| ۶۱ ک‌گ                     | ایمام آژیف                | ۱ – ۴                     | بکا لومیتادزه             |
| ۶۵ ک‌گ                     | ماگومد قربان‌علیف          | ۶ – ۱                     | زورابی ایاکوبیشویلی       |
| ۷۰ ک‌گ                     | رادیک ولی‌یف               | ۴ – ۱۳                    | داویت واشادزه             |
| ۷۴ ک‌گ                     | ختاگ تسابولوف             | ۱۰ – ۰                    | یامبر کولاشویلی           |
| ۸۶ ک‌گ                     | شامیل کودیاماگمدوف        | ۹ – ۳                     | داتو مارساگیشویلی         |
| ۹۷ ک‌گ                     | عبدالسلام گادیسف          | ۱۰ – ۹                    | الیزبار اودیکادزه         |
| ۱۲۵ ک‌گ                    | مورادین کوشخوف            | ۰ – ۴                     | گنو پتریاشویلی            |

| مغولستان ۶ - ۲ ترکیه | مغولستان ۶ - ۲ ترکیه  | مغولستان ۶ - ۲ ترکیه | مغولستان ۶ - ۲ ترکیه  |
| وزن                  | مغولستان              | نتیجه                | ترکیه                 |
| -------------------- | --------------------- | -------------------- | --------------------- |
| ۵۷ ک‌گ                | بخبایار اردنبات       | ۰ – ۱۴               | سلیمان آتلی           |
| ۶۱ ک‌گ                | تومنبیلگین توشینتولگا | ۱۴ف – ۰              | مهمت سویلار           |
| ۶۵ ک‌گ                | مانداخناران گانزوریگ  | ۱۰ – ۰               | سروت کوسکان           |
| ۷۰ ک‌گ                | باتچولونی باتماگانی   | ۱۰ – ۸               | صلاح‌الدین کیلیسالایان |
| ۷۴ ک‌گ                | اونوربات پروجاو       | برنده –              | سونر دمیرتاش          |
| ۸۶ ک‌گ                | یوتیومن اورگودول      | ۳ – ۱۰               | سلیم یاشار            |
| ۹۷ ک‌گ                | خودربولگا دورجخاندین  | ۸ – ۲                | مورن فیکرت موتلو      |
| ۱۲۵ ک‌گ               | جارگالسایخان چولونبات | برنده –              | طاها آکگل             |

| روسیه ۶ - ۲ ترکیه | روسیه ۶ - ۲ ترکیه | روسیه ۶ - ۲ ترکیه | روسیه ۶ - ۲ ترکیه     |
| وزن               | روسیه             | نتیجه             | ترکیه                 |
| ----------------- | ----------------- | ----------------- | --------------------- |
| ۵۷ ک‌گ             | گادژیمراد رشیدوف  | ۱۰ – ۴            | سلیمان آتلی           |
| ۶۱ ک‌گ             | ایمام آژیف        | ۱۰ – ۰            | مهمت سویلار           |
| ۶۵ ک‌گ             | ایلیاس بکبولاتوف  | ۷ف – ۲            | بوراک دوغان           |
| ۷۰ ک‌گ             | رادیک ولی‌یف       | ۱۳ – ۱            | صلاح‌الدین کیلیسالایان |
| ۷۴ ک‌گ             | آتساماز ساناکویف  | برنده –           | سونر دمیرتاش          |
| ۸۶ ک‌گ             | الکساندر زلنکوف   | ۱ – ۴             | سلیم یاشار            |
| ۹۷ ک‌گ             | آدلان ابراهیموف   | ۵ – ۶             | مورن فیکرت موتلو      |
| ۱۲۵ ک‌گ            | پاول کریفتسوف     | برنده –           | طاها آکگل             |

| گرجستان ۴.برنده - ۴ مغولستان | گرجستان ۴.برنده - ۴ مغولستان | گرجستان ۴.برنده - ۴ مغولستان | گرجستان ۴.برنده - ۴ مغولستان |
| وزن                          | گرجستان                      | نتیجه                        | مغولستان                     |
| ---------------------------- | ---------------------------- | ---------------------------- | ---------------------------- |
| ۵۷ ک‌گ                        | ولادیمر خینچگاشویلی          | ۴ – ۱                        | بخبایار اردنبات              |
| ۶۱ ک‌گ                        | بکا لومیتادزه                | ۴ – ۴                        | تومنبیلگین توشینتولگا        |
| ۶۵ ک‌گ                        | زورابی ایاکوبیشویلی          | ۲ – ۳                        | مانداخناران گانزوریگ         |
| ۷۰ ک‌گ                        | داویت واشادزه                | ۶ – ۲                        | آلتانگرل دورجسگمت            |
| ۷۴ ک‌گ                        | یاکوب ماکارشویلی             | ۴ – ۵                        | اونوربات پروجاو              |
| ۸۶ ک‌گ                        | ساندرو آمیناشویلی            | ۲ – ۱۲                       | یوتیومن اورگودول             |
| ۹۷ ک‌گ                        | الیزبار اودیکادزه            | ۱۱ – ۰                       | خودربولگا دورجخاندین         |
| ۱۲۵ ک‌گ                       | گنو پتریاشویلی               | ۱۱ – ۰                       | جارگالسایخان چولونبات        |

| روسیه ۶ - ۲ مغولستان | روسیه ۶ - ۲ مغولستان | روسیه ۶ - ۲ مغولستان | روسیه ۶ - ۲ مغولستان  |
| وزن                  | روسیه                | نتیجه                | مغولستان              |
| -------------------- | -------------------- | -------------------- | --------------------- |
| ۵۷ ک‌گ                | عظمت توسکائف         | ۳ – ۵                | بخبایار اردنبات       |
| ۶۱ ک‌گ                | ویکتور راسادین       | ۱۱ – ۳               | تومنبیلگین توشینتولگا |
| ۶۵ ک‌گ                | ایلیاس بکبولاتوف     | ۷ – ۵                | مانداخناران گانزوریگ  |
| ۷۰ ک‌گ                | خلیل امینوف          | ۱۱ – ۰               | باتچولونی باتماگانی   |
| ۷۴ ک‌گ                | ختاگ تسابولوف        | ۲ – ۱۰               | اونوربات پروجاو       |
| ۸۶ ک‌گ                | شامیل کودیاماگمدوف   | ۷ – ۰                | یوتیومن اورگودول      |
| ۹۷ ک‌گ                | عبدالسلام گادیسف     | ۱۱ – ۱               | خودربولگا دورجخاندین  |
| ۱۲۵ ک‌گ               | مورادین کوشخوف       | ۷ – ۱                | جارگالسایخان چولونبات |

| گرجستان ۷ - ۱ ترکیه | گرجستان ۷ - ۱ ترکیه | گرجستان ۷ - ۱ ترکیه | گرجستان ۷ - ۱ ترکیه   |
| وزن                 | گرجستان             | نتیجه               | ترکیه                 |
| ------------------- | ------------------- | ------------------- | --------------------- |
| ۵۷ ک‌گ               | ولادیمر خینچگاشویلی | ۷ – ۱               | سلیمان آتلی           |
| ۶۱ ک‌گ               | بکا لومیتادزه       | ۱۲ – ۴              | بوراک دوغان           |
| ۶۵ ک‌گ               | زورابی ایاکوبیشویلی | ۱۰ – ۰              | مهمت سویلار           |
| ۷۰ ک‌گ               | داویت واشادزه       | ۸ – ۶               | صلاح‌الدین کیلیسالایان |
| ۷۴ ک‌گ               | یاکوب ماکارشویلی    | برنده –             | سونر دمیرتاش          |
| ۸۶ ک‌گ               | ساندرو آمیناشویلی   | ۶ – ۶               | سلیم یاشار            |
| ۹۷ ک‌گ               | الیزبار اودیکادزه   | ۶ – ۳               | مورن فیکرت موتلو      |
| ۱۲۵ ک‌گ              | گنو پتریاشویلی      | برنده –             | طاها آکگل             |

## مسابقات نهایی
| ایران ۵ - ۳ روسیه | ایران ۵ - ۳ روسیه | ایران ۵ - ۳ روسیه | ایران ۵ - ۳ روسیه  |
| وزن               | ایران             | نتیجه             | روسیه              |
| ----------------- | ----------------- | ----------------- | ------------------ |
| ۵۷ ک‌گ             | حسن رحیمی         | ۳ – ۳             | گادژیمراد رشیدوف   |
| ۶۱ ک‌گ             | مسعود اسماعیل پور | ۱۲ – ۶            | ویکتور راسادین     |
| ۶۵ ک‌گ             | میثم نصیری        | ۱ – ۴             | ماگومد قربان‌علیف   |
| ۷۰ ک‌گ             | مصطفی حسین‌خانی    | ۱۰ – ۱            | خلیل امینوف        |
| ۷۴ ک‌گ             | حسن یزدانی        | ۱۴ – ۴            | ختاگ تسابولوف      |
| ۸۶ ک‌گ             | علیرضا کریمی      | ۳ – ۶             | شامیل کودیاماگمدوف |
| ۹۷ ک‌گ             | امیر محمدی        | ۳ – ۱۰            | عبدالسلام گادیسف   |
| ۱۲۵ ک‌گ            | کمیل قاسمی        | ۳ – ۲             | مورادین کوشخوف     |

| گرجستان ۴.برنده - ۴ ایالات متحده آمریکا | گرجستان ۴.برنده - ۴ ایالات متحده آمریکا | گرجستان ۴.برنده - ۴ ایالات متحده آمریکا | گرجستان ۴.برنده - ۴ ایالات متحده آمریکا |
| وزن                                     | گرجستان                                 | نتیجه                                   | ایالات متحده آمریکا                     |
| --------------------------------------- | --------------------------------------- | --------------------------------------- | --------------------------------------- |
| ۵۷ ک‌گ                                   | ولادیمر خینچگاشویلی                     | ۸ف – ۶                                  | دنیل دنیس                               |
| ۶۱ ک‌گ                                   | بکا لومیتادزه                           | ۸ – ۵                                   | تونی راموس                              |
| ۶۵ ک‌گ                                   | زورابی ایاکوبیشویلی                     | ۴ – ۴                                   | فرانک مولینارو                          |
| ۷۰ ک‌گ                                   | داویت واشادزه                           | ۰ – ۱۰                                  | جیمز گرین                               |
| ۷۴ ک‌گ                                   | یاکوب ماکارشویلی                        | ۱ – ۱۰                                  | الکس دیرینگر                            |
| ۸۶ ک‌گ                                   | داتو مارساگیشویلی                       | ۷ – ۴                                   | جایدن کوکس                              |
| ۹۷ ک‌گ                                   | الیزبار اودیکادزه                       | ۳ – ۳                                   | کایل اسنایدر                            |
| ۱۲۵ ک‌گ                                  | گنو پتریاشویلی                          | ۶ – ۲                                   | زاچ ری                                  |

| جمهوری آذربایجان ۵ - ۳ مغولستان | جمهوری آذربایجان ۵ - ۳ مغولستان | جمهوری آذربایجان ۵ - ۳ مغولستان | جمهوری آذربایجان ۵ - ۳ مغولستان |
| وزن                             | جمهوری آذربایجان                | نتیجه                           | مغولستان                        |
| ------------------------------- | ------------------------------- | ------------------------------- | ------------------------------- |
| ۵۷ ک‌گ                           | ماخمود ماگومدوف                 | ۱۱ – ۰                          | باتبولد سودنومداش               |
| ۶۱ ک‌گ                           | احمدنبی گوارزاتیلوف             | ۱۰ – ۰                          | تومنبیلگین توشینتولگا           |
| ۶۵ ک‌گ                           | ماگومد مسلیموف                  | ۳ – ۷                           | مانداخناران گانزوریگ            |
| ۷۰ ک‌گ                           | گادژی‌مراد عمروف                 | ۶ – ۵                           | آلتانگرل دورجسگمت               |
| ۷۴ ک‌گ                           | اشرف علی‌یف                      | ۰ – ۷                           | اونوربات پروجاو                 |
| ۸۶ ک‌گ                           | ماگومد حاجی خاتیف               | ۶ – ۴ف                          | یوتیومن اورگودول                |
| ۹۷ ک‌گ                           | اصلان‌بک آلبروف                  | ۶ – ۱                           | خودربولگا دورجخاندین            |
| ۱۲۵ ک‌گ                          | سعید گامیدوف                    | ۶ – ۲                           | جارگالسایخان چولونبات           |

| هند ۴ - ۳ ترکیه | هند ۴ - ۳ ترکیه | هند ۴ - ۳ ترکیه | هند ۴ - ۳ ترکیه       |
| وزن             | هند             | نتیجه           | ترکیه                 |
| --------------- | --------------- | --------------- | --------------------- |
| ۵۷ ک‌گ           | آمیت کومار      | – برنده         | سلیمان آتلی           |
| ۶۱ ک‌گ           | بجرانگ کومار    | ۱۱ – ۰          | مهمت سویلار           |
| ۶۵ ک‌گ           | راجنش راجنش     | ۴ – ۳           | سروت کوسکان           |
| ۷۰ ک‌گ           | وینود کومار     | ۱۰ – ۰          | صلاح‌الدین کیلیسالایان |
| ۷۴ ک‌گ           | پاروین رانا     | برنده –         | سونر دمیرتاش          |
| ۸۶ ک‌گ           | پاوان کومار     | 0 – برنده       | سلیم یاشار            |
| ۹۷ ک‌گ           | ساتیوارت کادیان | – برنده         | مورن فیکرت موتلو      |
| ۱۲۵ ک‌گ          | هیتندر بنیوال   | –               | طاها آکگل             |

## جدول رده‌بندی
| تیم                 | بازی | برد | باخت |
| ------------------- | ---- | --- | ---- |
| ایران               | ۴    | ۴   | ۰    |
| روسیه               | ۴    | ۳   | ۱    |
| گرجستان             | ۴    | ۳   | ۱    |
| ایالات متحده آمریکا | ۴    | ۲   | ۲    |
| جمهوری آذربایجان    | ۴    | ۲   | ۲    |
| مغولستان            | ۴    | ۱   | ۳    |
| هند                 | ۴    | ۱   | ۳    |
| ترکیه               | ۴    | ۰   | ۴    |